# Typhochrestus longisulcus
Typhochrestus longisulcus es una especie de araña araneomorfa del género Typhochrestus, familia Linyphiidae. Fue descrita científicamente por Gnelitsa en 2006.
Se distribuye por Ucrania. El cuerpo del macho mide aproximadamente 1,3 milímetros de longitud y el de la hembra 1,47 milímetros.